# ویکتور فرشورن
ویکتور فرشورن (انگلیسی: Victor Verschueren; ۱۹ آوریل ۱۸۹۳ – تاریخ ورودی نامعتبر است) بازیکن هاکی روی یخ اهل بلژیک بود.